# Clathrina ceylonensis
Clathrina ceylonensis är en svampdjursart som först beskrevs av Arthur Dendy 1905.  Clathrina ceylonensis ingår i släktet Clathrina och familjen Clathrinidae.
Artens utbredningsområde är Röda havet. Inga underarter finns listade i Catalogue of Life.